# Astèrix a Còrsega
Astèrix a Còrsega (títol original en francès: Astérix en Corse) és el vintè àlbum de la sèrie Astèrix el gal de René Goscinny (guió) i Albert Uderzo (dibuix), publicat en francès el 1973. El tiratge original va ser d'un milió tres-cents mil exemplars.

## Sinopsi
Donada la festa de l'aniversari de Gergòvia, els gals decideixen convidar a diversos amics que es van conèixer durant les seves anteriors aventures gales, bretones, helvètes, ibèriques i arvernes. Per entretenir els seus convidats, a més d'un banquet, decideixen atacar prèviament el campament de Babaòrum. Allà troben un presoner cors, anomenat Ocatarinetabellatchitchix, que els explica la situació de l'illa sota la invasió dels romans i que els diu que és el cap d'un poble corso que també resisteix a l'invasor. Afirma aleshores que els corsos són el «malson dels romans». Encuriosits per descobrir com els corsos practiquen el llatí a diari, Astèrix i Obèlix acompanyaran a Ocatarinetabellatchitchix a tornar al seu poble.
Arribats al port de Massilia, els tres homes agafen un vaixell que resulta ser el dels pirates; aquests últims, per por d'un nou atac dels gals, l'abandonen durant la nit. Els tres companys desembarquen a Còrsega, però són detectats pels romans que donen l'alarma. Aleshores, Ocatarinetabellatchitchix porta a Astèrix i Obèlix al seu poble, on troba els seus homes. El governador romà, havent assabentat del retorn d'Ocatarinetabellatchitchix, envia una patrulla al poble per arrestar el proscrit. Els tres herois s'amaguen a la màquia corsa i, després de noquejar els romans a l'encalç, donen la benvinguda als caps del clan per preparar-se per a l'atac a Aleria.

## Comentaris
- L'àlbum té dues particularitats que el diferencien de la resta:
  - En lloc del famós mapa de la Gàlia amb la lupa mostrant el poble d'Astèrix envoltat de camps romans, apareix un mapa de Còrsega.
  - En lloc de la pàgina de presentació habitual dels herois gals, apareix un preàmbul dels autors, presentant Còrsega i els seus ferotges habitants.
- Abans del banquet organitzat per celebrar l'aniversari de la Batalla de Gergòvia, arriben diversos personatges apareguts en aventures anteriors:
  - Petitsuix i la seva esposa (Astèrix a Helvècia)
  - Sopadall i Crustó, amb la seva esposa i el seu fill, Pep (Astèrix a Hispània)
  - Plaintcontrix (Astèrix gladiador)
  - Noiquintòrax, Zebigbos, O'Torinolaringològix, Mac Anotàrapix i Relax (Astèrix a Bretanya)
  - Beaufix, Labeldecadix amb la seva esposa, Changéledix (La volta a la Gàl·lia)
  - Alambix amb la seva esposa (L'escut arvern)
- Els pirates tenen diverses aparicions: accepten portar uns viatgers en secret fins a Còrsega, però quan descobreixen de qui es tracta, fugen del vaixell enmig del mar. Poc després, tornen al vaixell que ha quedat abandonat, però aquest explota pels efluvis d'un formatge cors. Finalment, aconsegueixen un nou vaixell amb el qual ha de fugir el pretor romà, però Astèrix i Obèlix arriben abans i enfonsen el vaixell al port mateix.
- El personatge del centurió Gazpachoandalús té les faccions del director de cinema i presentador de televisió Pierre Tchernia.[2]
- Com en tots els àlbums d'Astèrix, se satiritza un estereotip d'allà on succeeix l'acció. En aquest cas, són la migdiada i la peresa corsa, així com els sentiments corsos sobre l'honor i el respecte, i el fet que són fàcilment vexats. Entre els altres tòpics corsos, apareixen els senglar, les castanyes (usades en diversos postres i begudes corses), els vells asseguts a un costat fent safareig i l'olor penetrant del formatge cors.[3][4]
- El diàleg sobre que les urnes estan plenes abans de les eleccions (p. 25) és una referència als escàndols polítics a Còrsega a causa de fraus electorals.
- Napoleó Bonaparte, potser el cors més famós de la història de la humanitat, és referit en diverses ocasions:
  - Ocatarinetabellachitchix descobreix que són a prop de Còrsega per l'olor (p. 20). Napoleó va dir que podria reconèixer la seva illa amb els ulls tancats, només ensumant la fragància. Durant el seu exili a l'illa d'Elba, deia que encara podia recordar aquella fragància
  - A l'original francès, Astèrix adverteix que els corsos tenen un gran exèrcit (une grande armée), el malnom de l'exèrcit napoleònic (p. 38)
  - Mentre que veuen la batalla, un dels vells remarca que la guàrdia es rendeix, però no mor, en contraposició a la dita de "La Guàrdia mor, però no es rendeix" («La Garde meurt, mais ne se rend pas»), de la Guàrdia imperial. (p. 43)
  - Finalment, Ocatarinetabellachitchix remarca que perquè els corsos acceptin un emperador, aquest haurà de ser cors. A més, mentre que parla amb el governador romà, adopta la clàssica posi napoleònica (el braç dret per damunt del pit amb la mà dins de la jaqueta, i el braç esquerre al darrere) (p. 45)
- Al banquet final, el bard Asseguratòrix està lligat als peus de l'arbre, mirant sorprès com Idéfix adopta el costum cors de la migdiada.